# 50 величайших исполнителей всех времён по версии журнала Rolling Stone
В 2004 году журнал Rolling Stone опубликовал статью «Бессмертные: 50 величайших исполнителей всех времён» (англ. The Immortals:The Fifty Greatest Artists of All Time). Список был подготовлен к 50-летию рок-н-ролла, который, по мнению редакции журнала, появился 5 июля 1954, когда Элвис Пресли записал песню «That's All Right».
В числе голосовавших — не только видные музыканты, но и ведущие авторитеты в области музыкальной критики: Нил Даймонд, Dr. John, Эдж, Арт Гарфанкел, Дон Хенли, Крисси Хайнд, Моби, Кит Ричардс, Карлос Сантана, Брюс Спрингстин, Квентин Тарантино, Пит Таунсенд и др.. 
Комментарий по каждому избранному артисту был дан кем-либо из современных звёзд музыкальной индустрии. Например, Бритни Спирс написала про Мадонну, а Элтон Джон — про Литл Ричарда.
В 2005 журнал опубликовал статью «Бессмертные: 100 величайших исполнителей всех времён» (англ. The Immortals:The 100 Greatest Artists of All Time), которая расширяет изначальный список «бессмертных» артистов.

## Список 100 величайших исполнителей
| Места 1—50 (2004) 1. The Beatles 2. Боб Дилан 3. Элвис Пресли 4. The Rolling Stones 5. Чак Берри 6. Джими Хендрикс 7. Джеймс Браун 8. Литл Ричард 9. Арета Франклин 10. Рэй Чарльз 11. Боб Марли 12. The Beach Boys 13. Бадди Холли 14. Led Zeppelin 15. Стиви Уандер 16. Сэм Кук 17. Мадди Уотерс 18. Марвин Гэй 19. The Velvet Underground 20. Бо Диддли 21. Отис Реддинг 22. U2 23. Брюс Спрингстин 24. Джерри Ли Льюис 25. Фэтс Домино 26. Ramones 27. Nirvana 28. Принс 29. The Who 30. The Clash 31. Джонни Кэш 32. Смоки Робинсон и The Miracles 33. The Everly Brothers 34. Нил Янг 35. Майкл Джексон 36. Мадонна 37. Рой Орбисон 38. Джон Леннон 39. Дэвид Боуи 40. Simon and Garfunkel 41. The Doors 42. Ван Моррисон 43. Sly and the Family Stone 44. Public Enemy 45. The Byrds 46. Дженис Джоплин 47. Патти Смит 48. Run-D.M.C. 49. Элтон Джон 50. The Band | Места 51—100 (2005) 51. Pink Floyd 52. Queen 53. The Allman Brothers Band 54. Хаулин Вулф 55. Эрик Клэптон 56. Dr. Dre 57. Grateful Dead 58. Parliament/Funkadelic 59. Aerosmith 60. Sex Pistols 61. Metallica 62. Джони Митчелл 63. Тина Тёрнер 64. Фил Спектор 65. The Kinks 66. Эл Грин 67. Cream 68. The Temptations 69. Джеки Уилсон 70. The Police 71. Фрэнк Заппа 72. AC/DC 73. Radiohead 74. Хэнк Уильямс 75. Eagles 76. The Shirelles 77. Beastie Boys 78. The Stooges 79. The Four Tops 80. Элвис Костелло 81. The Drifters 82. Creedence Clearwater Revival 83. Эминем 84. Джеймс Тейлор 85. Black Sabbath 86. 2Pac 87. Грэм Парсонс 88. Jay-Z 89. The Yardbirds 90. Карлос Сантана 91. Том Петти 92. Guns N’ Roses 93. Booker T. & the M.G.’s 94. Nine Inch Nails 95. Lynyrd Skynyrd 96. Дайана Росс и The Supremes 97. R.E.M. 98. Кёртис Мэйфилд 99. Карл Перкинс 100.Talking Heads |  |